# Golden Gala 2017
Navigation
Édition précédente Édition suivante
La meeting Golden Gala 2017 se déroule le 8 juin 2017 au Stade olympique de Rome, en Italie. Il s'agit de la quatrième étape de la Ligue de diamant 2017.

## Résultats

### Hommes
| Rang | Athlète             | Temps        | Points |
| ---- | ------------------- | ------------ | ------ |
| 1    | Andre De Grasse     | 20 s 01 (SB) | 8      |
| 2    | Christophe Lemaitre | 20 s 29 (SB) | 7      |
| 3    | Ameer Webb          | 20 s 33 (SB) | 6      |
| 4    | Filippo Tortu       | 20 s 34 (PB) | 5      |
| 5    | Aaron Brown         | 20 s 43      | 4      |
| 6    | Brendon Rodney      | 20 s 61      | 3      |
| 7    | Alonso Edward       | 20 s 74 (SB) | 2      |
| 8    | Churandy Martina    | 20 s 74      | 1      |

| Rang | Athlète            | Temps         | Points |
| ---- | ------------------ | ------------- | ------ |
| 1    | Adam Kszczot       | 1 min 45 s 96 | 8      |
| 2    | Kipyegon Bett      | 1 min 46 s 00 | 7      |
| 3    | Donavan Brazier    | 1 min 46 s 08 | 6      |
| 4    | Elijah Manangoi    | 1 min 46 s 22 | 5      |
| 5    | Marcin Lewandowski | 1 min 46 s 51 | 4      |
| 6    | Brandon McBride    | 1 min 46 s 69 | 3      |
| 7    | Alfred Kipketer    | 1 min 46 s 85 | 2      |
| 8    | Nicholas Kipkoech  | 1 min 47 s 09 | 1      |

| Rang | Athlète            | Temps         | Points |
| ---- | ------------------ | ------------- | ------ |
| 1    | Aries Merritt      | 13 s 13 (=SB) | 8      |
| 2    | Orlando Ortega     | 13 s 17       | 7      |
| 3    | Sergueï Choubenkov | 13 s 21 (SB)  | 6      |
| 4    | Andrew Pozzi       | 13 s 24       | 5      |
| 5    | Milan Trajkovic    | 13 s 39 (SB)  | 4      |
| 6    | David Oliver       | 13 s 46       | 3      |
| 7    | Johnathan Cabral   | 13 s 60       | 2      |
| 8    | Lorenzo Perini     | 13 s 65       | 1      |

| Rang | Athlète              | Temps              | Points |
| ---- | -------------------- | ------------------ | ------ |
| 1    | Conseslus Kipruto    | 8 min 4 s 63 (WL)  | 8      |
| 2    | Soufiane el-Bakkali  | 8 min 5 s 17 (PB)  | 7      |
| 3    | Jairus Birech        | 8 min 7 s 84 (SB)  | 6      |
| 4    | Amos Kirui           | 8 min 8 s 37 (PB)  | 5      |
| 5    | Yemane Haileselassie | 8 min 11 s 22 (NR) | 4      |
| 6    | Hillary Bor          | 8 min 11 s 82 (PB) | 3      |
| 7    | Barnabas Kipyego     | 8 min 14 s 13 (SB) | 2      |
| 8    | Andrew Bayer         | 8 min 14 s 46 (PB) | 1      |

| \| Rang \| Athlète \| Marque \| Points \| \| ---- \| --------------- \| ------------ \| ------ \| \| 1 \| Thomas Röhler \| 90,06 m \| 8 \| \| 2 \| Johannes Vetter \| 88,15 m \| 7 \| \| 3 \| Keshorn Walcott \| 86,61 m (SB) \| 6 \| \| 4 \| Jakub Vadlejch \| 86,37 m \| 5 \| \| 5 \| Tero Pitkämäki \| 83,84 m \| 4 \| \| 6 \| Magnus Kirt \| 83,70 m (SB) \| 3 \| \| 7 \| Julius Yego \| 82,19 m (SB) \| 2 \| \| 8 \| Andreas Hofmann \| 79,65 m \| 1 \| |                 |              |        |
| Rang | Athlète         | Marque       | Points |
| 1 | Thomas Röhler   | 90,06 m      | 8      |
| 2 | Johannes Vetter | 88,15 m      | 7      |
| 3 | Keshorn Walcott | 86,61 m (SB) | 6      |
| 4 | Jakub Vadlejch  | 86,37 m      | 5      |
| 5 | Tero Pitkämäki  | 83,84 m      | 4      |
| 6 | Magnus Kirt     | 83,70 m (SB) | 3      |
| 7 | Julius Yego     | 82,19 m (SB) | 2      |
| 8 | Andreas Hofmann | 79,65 m      | 1      |

### Femmes
| Rang | Athlète             | Temps         | Points |
| ---- | ------------------- | ------------- | ------ |
| 1    | Dafne Schippers     | 10 s 99       | 8      |
| 2    | Marie-Josée Ta Lou  | 11 s 03 (SB)  | 7      |
| 3    | Michelle-Lee Ahye   | 11 s 07       | 6      |
| 4    | Tianna Bartoletta   | 11 s 26       | 5      |
| 5    | Christania Williams | 11 s 32 (=SB) | 4      |
| 6    | Desiree Henry       | 11 s 32       | 3      |
| 7    | Gina Lückenkemper   | 11 s 39       | 2      |
| 8    | Mujinga Kambundji   | 11 s 40       | 1      |

| Rang | Athlète                 | Temps        | Points |
| ---- | ----------------------- | ------------ | ------ |
| 1    | Natasha Hastings        | 50 s 52 (SB) | 8      |
| 2    | Novlene Williams-Mills  | 51 s 04      | 7      |
| 3    | Olha Zemlyak            | 51 s 08      | 6      |
| 4    | Floria Guei             | 51 s 51 (SB) | 5      |
| 5    | Stephenie Ann McPherson | 51 s 52      | 4      |
| 6    | Lydia Jele              | 51 s 53      | 3      |
| 7    | Lea Sprunger            | 51 s 56 (PB) | 2      |
| 8    | Justyna Swiety          | 51 s 81      | 1      |

| Rang | Athlète                 | Temps                  | Points |
| ---- | ----------------------- | ---------------------- | ------ |
| 1    | Sifan Hassan            | 3 min 56 s 22 (WL, MR) | 8      |
| 2    | Winny Chebet            | 3 min 59 s 16 (PB)     | 7      |
| 3    | Konstanze Klosterhalfen | 3 min 59 s 30 (PB)     | 6      |
| 4    | Meraf Bahta             | 4 min 00 s 59 (PB)     | 5      |
| 5    | Gudaf Tsegay            | 4 min 01 s 42 (SB)     | 4      |
| 6    | Angelika Cichocka       | 4 min 01 s 84 (PB)     | 3      |
| 7    | Besu Sado               | 4 min 03 s 16          | 2      |
| 8    | Maureen Koster          | 4 min 03 s 77 (SB)     | 1      |

| Rang | Athlète            | Temps                  | Points |
| ---- | ------------------ | ---------------------- | ------ |
| 1    | Hellen Obiri       | 14 min 18 s 37 (WL,NR) | 8      |
| 2    | Agnes Jebet Tirop  | 14 min 33 s 09 (PB)    | 7      |
| 3    | Letesenbet Gidey   | 14 min 33 s 32 (PB)    | 6      |
| 4    | Yasemin Can        | 14 min 36 s 82 (PB)    | 5      |
| 5    | Etenesh Diro Neda  | 14 min 40 s 29 (SB)    | 4      |
| 6    | Genzebe Dibaba     | 14 min 41 s 55         | 3      |
| 7    | Margaret Kipkemboi | 14 min 43 s 89 (PB)    | 2      |
| 8    | Irene Cheptai      | 14 min 47 s 11 (SB)    | 1      |

| Rang | Athlète                    | Marque       | Points |
| ---- | -------------------------- | ------------ | ------ |
| 1    | Mariya Lasitskene          | 2,00 m       | 8      |
| 2    | Kamila Lićwinko            | 1,96 m (=SB) | 7      |
| 3    | Yuliya Levchenko           | 1,94 m (SB)  | 6      |
| 4    | Morgan Lake                | 1,91 m (=SB) | 5      |
| 4    | Alessia Trost              | 1,91 m (SB)  | 5      |
| 6    | Alyxandria Treasure        | 1,88 m       | 3      |
| 7    | Mirela Demireva            | 1,88 m (=SB) | 2      |
| 8    | Erika Furlani              | 1,88 m (SB)  | 1      |
| 8    | Marie-Laurence Jungfleisch | 1,88 m       | 1      |

| Rang | Athlète            | Marque      | Points |
| ---- | ------------------ | ----------- | ------ |
| 1    | Katerina Stefanidi | 4,85 m (WL) | 8      |
| 2    | Yarisley Silva     | 4,75 m (SB) | 7      |
| 3    | Eliza McCartney    | 4,75 m      | 6      |
| 4    | Lisa Ryzih         | 4,65 m (SB) | 5      |
| 4    | Anzhelika Sidorova | 4,65 m (SB) | 5      |
| 6    | Sandi Morris       | 4,55 m      | 3      |
| 7    | Holly Bradshaw     | 4,40 m      | 2      |
| 7    | Nicole Büchler     | 4,40 m      | 2      |
| 7    | Maryna Kylypko     | 4,40 m      | 2      |

| Rang | Athlète           | Marque       | Points |
| ---- | ----------------- | ------------ | ------ |
| 1    | Yulimar Rojas     | 14,84 m      | 8      |
| 2    | Caterine Ibargüen | 14,78 m (SB) | 7      |
| 3    | Olga Rypakova     | 14,64 m (SB) | 6      |
| 4    | Patrícia Mamona   | 14,42 m (SB) | 5      |
| 5    | Kimberly Williams | 14,21 m      | 4      |
| 6    | Liadagmis Povea   | 14,15 m      | 3      |
| 7    | Dariya Derkach    | 14,04 m      | 2      |
| 8    | Kristin Gierisch  | 13,82 m      | 1      |

| Rang | Athlète           | Marque       | Points |
| ---- | ----------------- | ------------ | ------ |
| 1    | Gong Lijiao       | 19,56 m (SB) | 8      |
| 2    | Daniella Bunch    | 18,95 m      | 7      |
| 3    | Michelle Carter   | 18,86 m      | 6      |
| 4    | Anita Márton      | 18,55 m      | 5      |
| 5    | Aliona Dubitskaya | 18,43 m      | 4      |
| 6    | Yuliya Leantsiuk  | 17,93 m      | 3      |
| 7    | Felisha Johnson   | 17,68 m      | 2      |
| 8    | Brittany Crew     | 17,51 m      | 1      |

## Légende
Records et Performances
- AR : Record continental (area record)
- CR : Record des championnats (championship record)
- MR : Record du meeting (meet record)
- NR : Record national (national record)
- OR : Record olympique (olympic record)
- PR : Record paralympique (paralympic record)
- PB : Record personnel (personal best)
- SB : Meilleure performance personnelle de la saison (season's best)
- WL : Meilleure performance mondiale de l'année (world leader)
- WJR : Record du monde junior (world junior record)
- WR : Record du monde (world record)

Circonstances et Conditions
- DNF : N'a pas terminé (did not finish)
- DNS : N'a pas pris le départ (did not start)
- DQ : Disqualification (disqualification)
- NM : Aucun essai valable enregistré (No Mark)
- Q : Qualifié « directement » au prochain tour (ou à la prochaine compétition), lors d'une compétition majeure, grâce au classement ou à la réalisation des minima (automatic qualifier)
- q : Qualifié au prochain tour (ou à la prochaine compétition), lors d'une compétition majeure, grâce au repêchage ou à la réalisation de l'une des meilleures performances parmi celles des « non qualifiés directement » (grâce au meilleur temps ou à la meilleure distance par exemple) (secondary qualifier)